# Mijaíl Potylchak
Mijaíl Potylchak (en ruso: Михаил Александрович Потыльчак; Volgogrado, 5 de octubre de 1972 - ibídem, 6 de octubre de 2014) fue un futbolista ruso que jugaba en la demarcación de delantero.

## Biografía
Debutó como futbolista en 1991 con el FC Energiya Volzhsky. Jugó en el club durante cuatro temporadas, quedando en primera posición de la zona centro de la Segunda División de Rusia en 1994, ascendiendo así de categoría. Tras 176 partidos y 49 goles, se fue por un año al FC Rotor Volgogrado, equipo con el que quedó en tercera posición en la Vysshaya Liga de 1996, antes de volver al club de su debut. En 1997, y por un año, jugó para el FC Tyumen. Finalmente, en 1998, tras jugar en el FC Lada Toliatti, se retiró como futbolista.
Falleció el 6 de octubre de 2014 a los 42 años de edad tras ahorcarse después de haber acumulado bastantes deudas.

## Clubes
| Club                | País  | Año         | Partidos | Goles |
| ------------------- | ----- | ----------- | -------- | ----- |
| FC Torpedo Volzhsky | Rusia | 1991 - 1995 | 176      | 49    |
| FC Rotor Volgogrado | Rusia | 1996        | 5        | 0     |
| FC Torpedo Volzhsky | Rusia | 1996        | 20       | 13    |
| FC Tyumen           | Rusia | 1997 - 1998 | 39       | 3     |
| FC Lada Toliatti    | Rusia | 1998        | 18       | 2     |

## Palmarés

### Campeonatos nacionales
| Título                                  | Club                | País  | Año  |
| --------------------------------------- | ------------------- | ----- | ---- |
| Segunda División de Rusia (Zona centro) | FC Torpedo Volzhsky | Rusia | 1994 |